# Jožica Smet
Jožica Smet (tudi Giuseppina Smet), slovenska prosvetna delavka slovenskega rodu, * 12. februar 1912, Mlinsko, Avstro-Ogrska, † 16. april 1986, Gorica, Italija.

## Življenje in delo
Rodila se je v družini sodnega uslužbenca Antona in gospodinje Jožefe Smet rojene Kranjc. Oče je bil službeno premeščen v razne kraje na Primorskem, v Sežano, kjer je obiskovala ljudsko šolo, v Červinjan, kjer je obiskovala srednjo dekliško strokovno šolo in nazadnje v Gorico, kjer se je družina ustalila.
V Gorici se je najprej zaposlila kot uradnica, po vojni pa je bila tajnica v odvetniški pisarni dr. Josipa Grudna, nato pa vse do upokojitve pri Zvezi slovenskih kulturnih društev. Na Zvezi je poleg službenih zadolžitev opravljala delo knjižničarke, skrbela za širjenje in raznašanje otroških in družinskih revij ter pomagala pri Dijaški matici. Več let je bila v upravnem odboru Planinskega društva Gorica, v letih 1970−1977 tudi njegova predsednica. Bila je med pobudniki in glavni organizator srečanja zamejskih planinskih društev. Za njeno aktivnost jo je Planinska zveza Slovenije odlikovala z zlatim častnim znakom.